# Sexe oral

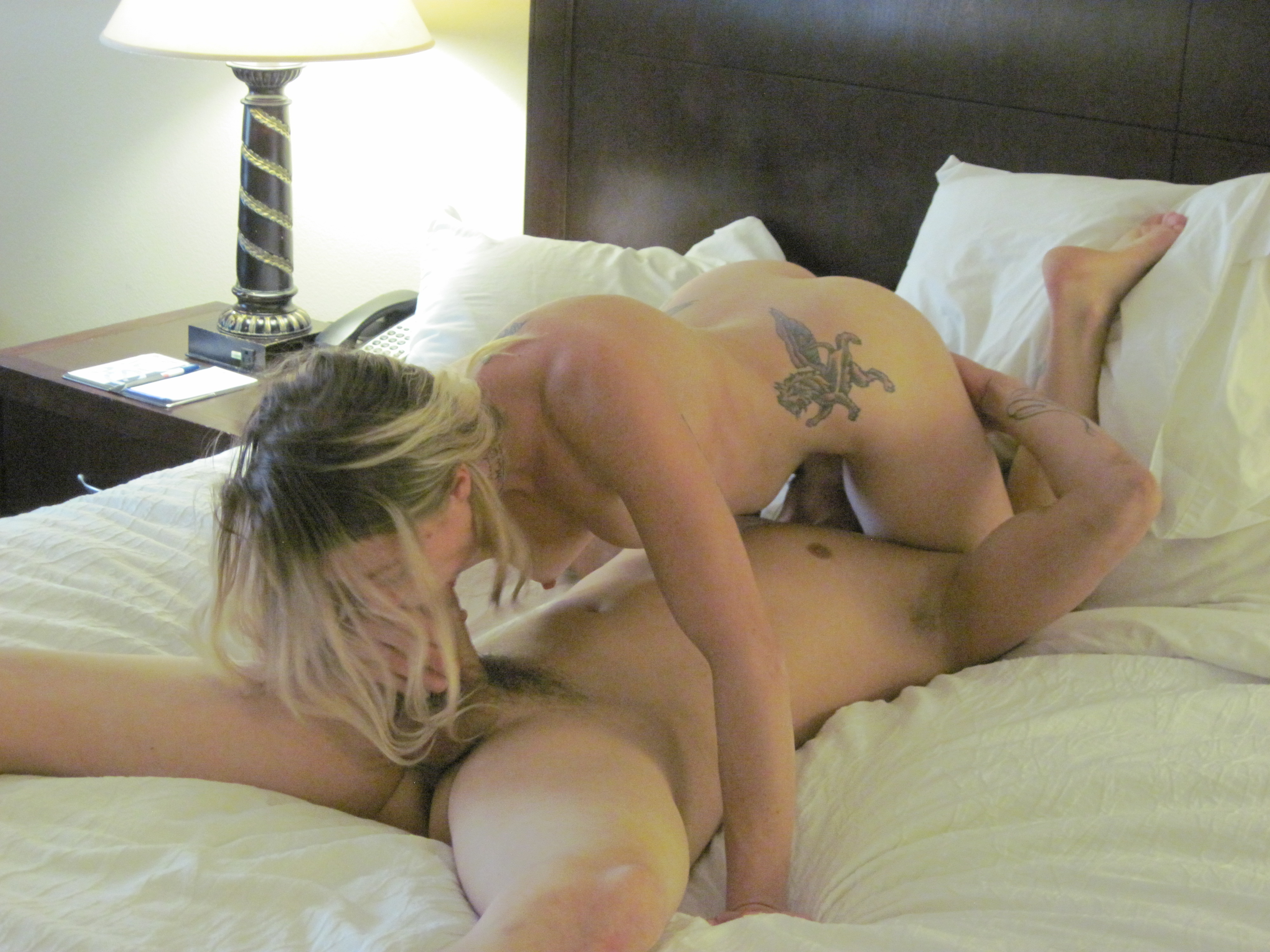
Parella al llit realitzant sexe oral en la posició del 69.

El sexe oral és una pràctica sexual en la qual s'estimulen els òrgans genitals mitjançant els llavis, la boca i la llengua. El cunnilingus és el sexe oral dirigit a la vulva i al clítoris, mentre que la fel·lació és el sexe oral dirigit al penis i als testicles. L'anilingus és una altra forma de sexe oral que consisteix en l'estimulació oral de l'anus, el voltant de l'anus i el recte. L'estimulació oral d'altres parts del cos (com ara besar o llepar), generalment no és considerada sexe oral.
El sexe oral es pot practicar com a pas previ per a incitar a l'excitació sexual abans d'altres pràctiques sexuals (com ara el coit vaginal o anal), o com a pràctica principal.
Igual que la major part d'activitats sexuals, el sexe oral representa un cert risc a l'hora de contraure infeccions de transmissió sexual (ITS/MTS). No obstant això, es considera generalment que el risc de transmissió dels virus de l'hepatitis o del virus de la immunodeficiència humana és molt menor que l'associada amb el sexe vaginal o l'anal.
El sexe oral és sovint considerat com un tabú, però la gran major part de països no tenen lleis que en prohibeixen la pràctica. Normalment les persones no consideren que el sexe oral afecti la virginitat en cap d'ambdós sexes, tot i que hi ha diferents opinions sobre aquest tema. Les persones també poden experimentar sentiments negatius o inhibicions sexuals sobre donar o rebre sexe oral, i de vegades poden negar-se rotundament a practicar-lo.